# Musca
Musca (лат.) — род короткоусых двукрылых семейства настоящие мухи. У вида Musca larvipara Portschinsky описано живорождение.

## Описание
Тёмноокрашенные мелкие среднего размера мухи . Глаза голые или в волосках. У самцов они сближены. Палочка усиков (ариста) перистая и утолщена в основании. На среднеспинке имеются продольные полосы. Иногда грудь зелёная или чёрно-оливковая. Голени средних ног без вентральных щетинок. Медиальная жилка на вершине сильно изогнута вперёд. Первый стернит брюшка в волосках. У самцов брюшко с желтоватыми пятнами на боках.

## Биология
Самки обычно откладывают, но у ряда видов близких к Musca lusoria отмечено живорождение. Личинки развиваются гниющих органических остатках животного и растительного происхождение, включая экскременты. Некоторые виды могут провоцировать развитие кишечных и тканевых миазов. Значительное число видов являются синантропными и имеют медико-ветеринарное значение как переносчики инфекционных заболеваний.

## Классификация
В роде Musca насчитывают по разным источникам от  67 до 83 видов:
- Musca aethiops
- Musca afra
- Musca albina
- Musca alpesa
- Musca amita
- Musca asiatica
- Musca autumnalis
- Musca bakeri
- Musca bezzii
- Musca biseta
- Musca cadaverum
- Musca calleva
- Musca callvea
- Musca capensis
- Musca cassara
- Musca conducens
- Musca confiscata
- Musca convexifrons
- Musca craggi
- Musca crassirostris
- Musca curviforceps
- Musca dasyops
- Musca domestica — Комнатная муха
- Musca elatior
- Musca emdeni
- Musca ethiopica
- Musca fergusoni
- Musca fletcheri
- Musca formosana
- Musca freedmani
- Musca gabonensis
- Musca heidiae
- Musca hervei
- Musca hugonis
- Musca illingworthi
- Musca inferior
- Musca intermedia
- Musca larvipara
- Musca lasiopa
- Musca lasiophthalma
- Musca liberia
- Musca lindneri
- Musca lothari
- Musca lucidula
- Musca lusoria
- Musca mactans
- Musca malaisei
- Musca mallochi
- Musca meruensis
- Musca munroi
- Musca negriabdomina
- Musca nevilli
- Musca osiris
- Musca patersoni
- Musca pattoni
- Musca pilifacies
- Musca planiceps
- Musca pseudocorvina
- Musca ruralis
- Musca santoshi
- Musca seniorwhitei
- Musca setulosa
- Musca somalorum
- Musca sorbens — Базарная муха
- Musca spangleri
- Musca splendens
- Musca stabulans
- Musca striatacta
- Musca suecica
- Musca tahitiensis
- Musca tempestatum
- Musca tempestiva
- Musca terraereginae
- Musca tibetana
- Musca transvaalensis
- Musca ugandae
- Musca ventrosa
- Musca vetustissima
- Musca vilis
- Musca villeneuvii
- Musca vitripennis
- Musca wittweri
- Musca xanthomelas

## Распространение
Распространение космополитное.